# Jerkebulan Sinalijev
Jerkebulan Sinalijev (kazakul: Еркебулан Шыналиев; Kazah SZSZK, 1987. október 7. –) kazak amatőr ökölvívó.

## Eredményei
- 2007-ben bronzérmes a világbajnokságon, az elődöntőben az üzbég Abbos Atoyevtől szenvedett vereséget.
- 2008-ban bronzérmes az olimpián félnehézsúlyban. Az elődöntőben a későbbi bajnok kínai Csang Hsziao-pingtől kapott ki.